# Frederik Adolph Holstein
Frederik Adolph Holstein (født 18. oktober 1784 på Waterneverstorf, død 21. maj 1836 på Holsteinborg Gods) var en dansk kammerherre, lensgreve og filantrop. Hans forældre var Hinrich Holstein-Holsteinborg og Friderica Rantzau.
Holstein, der var uddannet cand.jur., overtog i 1808 grevskabet Holsteinborg og blev samme år gift med Wilhelmine Juliane Reventlow. Han grundlagde i 1810 Danmarks første sparekasse, Holsteinborg Sparekasse, der dog var forbeholdt hans egne ansatte. Han oprettede i 1809 et selskab for industri og husflid og i 1811 den første kvægforsikringsforening. Han var desuden engageret i moderniseringen af skolevæsenet og finansierede oprettelsen af flere skoler samt hjemmet Hjortholm (Holsteinsminde) for fattige børn.
Holstein deltog også i den kirkelige debat som fortaler for bibelselskaber og missioner, hvilket gjorde, at han også blev formand for Det Danske Missionsselskab. I 1835 blev han kongevalgt deputeret i Roskilde Stænderforsamling, hvor han var optaget af indførelsen af kommunalt selvstyre, trykkefrihed og afskaffelse af slaveriet. Allerede i 1814 havde han også markeret sig politisk ved at udarbejde et forslag til en grundlov for Norge.